# 马里奥·勒米厄
马里奥·勒米厄（英語：Mario Lemieux；1965年10月5日—），出生于加拿大蒙特利尔，加拿大前职业冰球运动员。他目前是匹茲堡企鵝的拥有者。他担任匹茲堡企鵝的球员参加了國家冰球聯盟于1984年至2006年的17个赛季中的部分比赛。他被认为是所有时期最佳球员之一。